# A treia epistolă a lui Ioan
A treia epistolă catolică a lui Ioan (A Treia Epistolă Sobornicească a Sfântului Apostol Ioan sau 3 Ioan) este o carte scurtă a Noului Testament atribuită lui Ioan Evanghelistul.
Opinia critică majoritară este că a fost atribuită în mod fals apostolului Ioan.